# Ордовский-Танаевский Бланко, Ростислав Вадимович
Ростисла́в Вади́мович Ордо́вский-Танае́вский Бла́нко (род. 30 ноября 1958, Каракас) — российский и венесуэльский предприниматель, основатель холдинга «Росинтер», председатель совета директоров и основной акционер-бенефициар.
В 2007 году ОАО «Росинтер Ресторантс Холдинг» стала первой ресторанной компанией, вышедшей на российский фондовый рынок. Ростислав Ордовский-Танаевский Бланко является одним из основателей Федерации рестораторов и отельеров России, а также действующим членом общественной организации «Деловая Россия».
Ордовский-Танаевский Бланко — первый российский бизнесмен, удостоенный ежегодной национальной премии в области бизнеса «Персона года» дважды: в 2001 году в номинации «Руководитель предприятия потребительских услуг» за выдающийся личный вклад в развитие ресторанного бизнеса в России и в 2002 году как лидер отрасли в области ресторанного бизнеса. В 2003 году Ордовский-Танаевский Бланко получает награду конкурса «Деловые люди 2003» в номинации «Прорыв года». В 2006 году он одержал победу в национальном этапе конкурса «Предприниматель года» (Ernst & Young). В 2009 году Ростислав становится лауреатом ресторанного «Оскара» Hamburg Foodservice Prize 2009 за развитие и новаторство российского ресторанного рынка.

## Биография
Ростислав Ордовский-Танаевский Бланко родился 30 ноября 1958 года в столице Венесуэлы Каракасе в русско-испанской семье. Его прадед по отцовской линии, Николай Александрович Ордовский-Танаевский (1863—1950), был с 1915 года тобольским губернатором и после Февральской революции эмигрировал в Сербию. Отец — Вадим Николаевич Ордовский-Танаевский — в годы Второй Мировой войны служил в немецкой армии, в составе Русского Охранного корпуса. Эмигрировал в 1948 году в Венесуэлу.
В 1981 году Ростислав окончил Университет Симона Боливара по специальности «инженер-химик». В 1980 году в качестве переводчика входил в состав олимпийской делегации Венесуэлы на Московской олимпиаде. В 1981 году создал компанию Rostik International CA в Венесуэле и возглавил её в качестве президента. Основал компанию «Фокус», которая была эксклюзивным дистрибьютором компании «Кодак» на территории СНГ в период с 1988 по 1995 годы и насчитывала в этот период 400 фотопредприятий. Ордовский-Танаевский Бланко является одним из основателей и директором компаний Video Express и Bradly, которые в 1983—1990 годы обладали эксклюзивными правами на распространение продукции компании Walt Disney в Венесуэле.

## Личная жизнь
В сентябре 1989 года Ростислав женился на дочери гимнастки Ларисы Латыниной — Татьяне. Она была танцовщицей в ансамбле «Березка». У них два сына: Константин и Вадим.